# 45e régiment d’infanterie
Das 45e régiment d’infanterie (45e RI) war ein Verband der französischen Infanterie. Das Regiment nahm seit seiner Aufstellung an allen Kriegen mit französischer Beteiligung bis zum Zweiten Weltkrieg teil. Es existiert heute nicht mehr.
Vor der Einführung der Nummerierung der Regimenter am 1. Januar 1791 führte es in der königlich französischen Armee zuletzt den Namen Régiment de La Couronne.

## Aufstellung und signifikante Änderungen
Es war das erste Regiment, das unter König Ludwig XIV. zur Aufstellung kam. Am 25. Juni 1643 erteilte die Königinmutter Anna von Österreich als Regentin Frankreichs dem Maréchal Nicolas de L’Hospital ein Patent zur Aufstellung eines Regiments Infanterie. Bis zu ihrem Tod 1666 sollte es den Namen Régiment de La Reine-Mère („Regiment der Königin-Mutter“) tragen.
- 1643: Aufstellung als Régiment de La Reine-Mère (Regimentsinhaberin war die Mutter des Königs, Anna von Österreich)
- 1666: Umbenennung in Régiment de Genlis
- 1666: Umbenennung in Régiment d’Artois
- 1673: Umbenennung in Régiment de La Couronne
- 1. Januar 1791: Umbenennung in 45e régiment d’infanterie de ligne ci devant La Couronne
- 1793: Im Zuge der Premier amalgame wurde der Regimentsverband aufgelöst. Das 1. Bataillon wurde zur Bildung der „89e demi-brigade de bataille“ und das 2. Bataillon zur Bildung der „90e demi-brigade de bataille“ verwendet.
- 1803: Wiederaufstellung des 45e régiment d’infanterie de ligne aus der 45e demi-brigade d’infanterie, die mit dem vormaligen 45e RI nichts zu tun hatte
- während der ersten Restauration Umbenennung in 42e régiment d’infanterie de ligne
- während der Herrschaft der Hundert Tage Umbenennung in 45e régiment d’infanterie de ligne
- Im Zuge der Zweiten Restauration wurde das Regiment 1815 aufgelöst. Wann die Wiederaufstellung erfolgte, ist nicht bekannt.

## Mestres de camp/Colonels
Mestre de camp war von 1569 bis 1661 und von 1730 bis 1780 die Rangbezeichnung für den Regimentsinhaber und/oder für den mit der Führung des Regiments beauftragten Offizier. Die Bezeichnung „Colonel“ wurde von 1721 bis 1730, von 1791 bis 1793 und ab 1803 geführt. 
Nach 1791 gab es keine Regimentsinhaber mehr.
Sollte es sich bei dem Mestre de camp/Colonel um eine Person des Hochadels handeln, die an der Führung des Regiments kein Interesse hatte (wie z. B. der König oder die Königin), so wurde das Kommando dem „Mestre de camp lieutenant“ (oder „Mestre de camp en second“) respektive dem „Colonel-lieutenant“ oder „Colonel en second“ überlassen. 
- 25. Juni 1643: Mestre de camp François Marie de l’Hospital, duc de Vitry et de Châteauvillain
- 7. Juni 1667: Colonel Claude Bruslart marquis de Genlis († 15. April 1673)
- Juni 1673: Colonel François Bruslart marquis de Genlis de Bethencourt († 11. August 1675 in der Schlacht an der Konzer Brücke bei Trier)
- September 1675: Colonel Michel Bruslart marquis de Genlis de Proyard († März 1677 beim Angriff auf ein Fort bei Saint-Omer),
- 12. März 1677: Colonel Hardouin Bruslart chevalier, dann marquis de Genlis († 30. April 1699)
- 30. März 1693: Colonel Nicolas de Prunier, marquis de Saint-André-Beauchêne
- 26. Juli 1698: Colonel Louis marquis de Polastron
- 11. Mai 1707: Colonel René François de Froulay, chevalier de Tessé
- 27. Februar 1712: Colonel Jean-Baptiste comte de Polastron
- 10. März 1734: Mestre de camp en second Armand Louis de Béthune, marquis de Charrost
- 11. November 1735: Mestre de camp en second Louis Ferdinand Joseph de Croy, prince et duc d’Havré
- 26. Mai 1745: Mestre de camp en second Jean-François Gabriel marquis de Polastron
- 17. März 1758: Mestre de camp en second Alexandre Eléonor de Saint-Mauris, comte et prince de Montbarrey
- 30. November 1761: Mestre de camp en second Pierre-Constantin Le Vicomte, comte de Blangy
- 22. Juni 1767: Mestre de camp en second Claude Antoine de Béziade, marquis d’Avaray
- 11. November 1782: Colonel Marie-Gabriel-Florent-Auguste comte de Choiseul-Gouffier
- 1. Januar 1784: Colonel Augustin-Louis-Charles marquis de Lameth
- März 1788: Colonel Jean Baron de Spens d’Estignols
- September 1788: Colonel marquis de Lameth
- 21. Oktober 1791: Joseph-Marie-Anne de Moyria
- 29. Juni 1792: Colonel Charles Étienne Guillaume Blandin de Chalain

(…)
- 1875–1883: Colonel Anatole Chevallier
- 1889: Colonel Pierre Gustave Abadie
- 1901: Colonel Rambaud
- 1918: Colonel Clément
- 1939–1940: Lieutenant-colonel Henri-Paul Desroche

## Uniformen und Fahnen während des Ancien Régime
Wegen seiner Verdienste bei der Belagerung von Maastricht 1673 wurde das Regiment auf Befehl des Königs in Régiment de La Couronne („Regiment der Krone“) umbenannt. Es erhielt auch eine neue Fahne mit einer Krone im Zentrum der Kreuzbalken und mit der Inschrift Dedit hanc Mastrika coronam („Maastricht brachte ihm die Krone“).

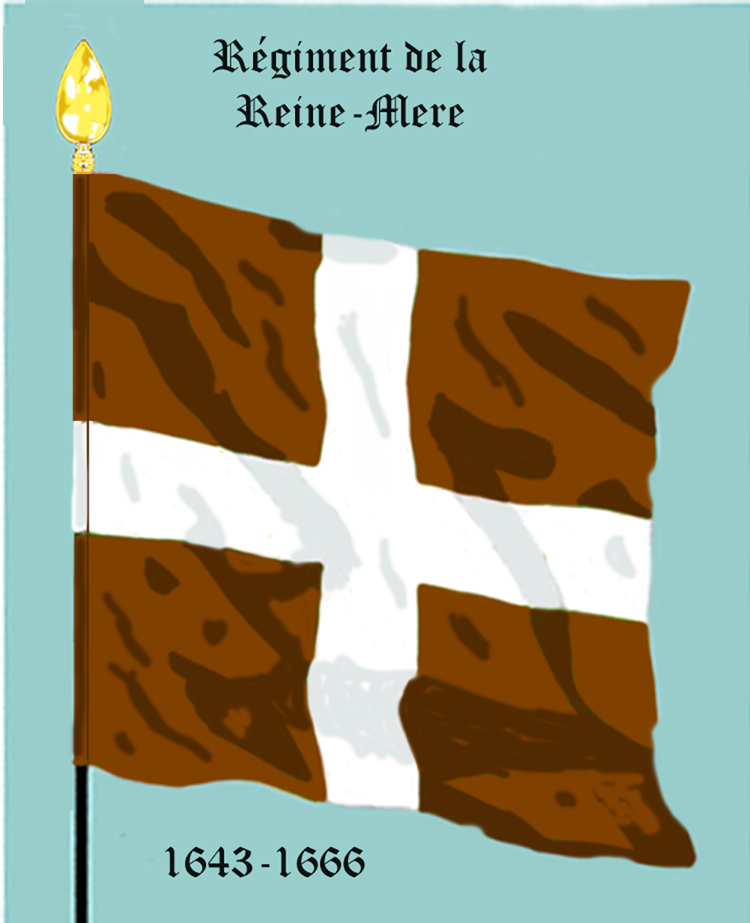
Régiment de La Reine-Mère de 1643 bis 1666
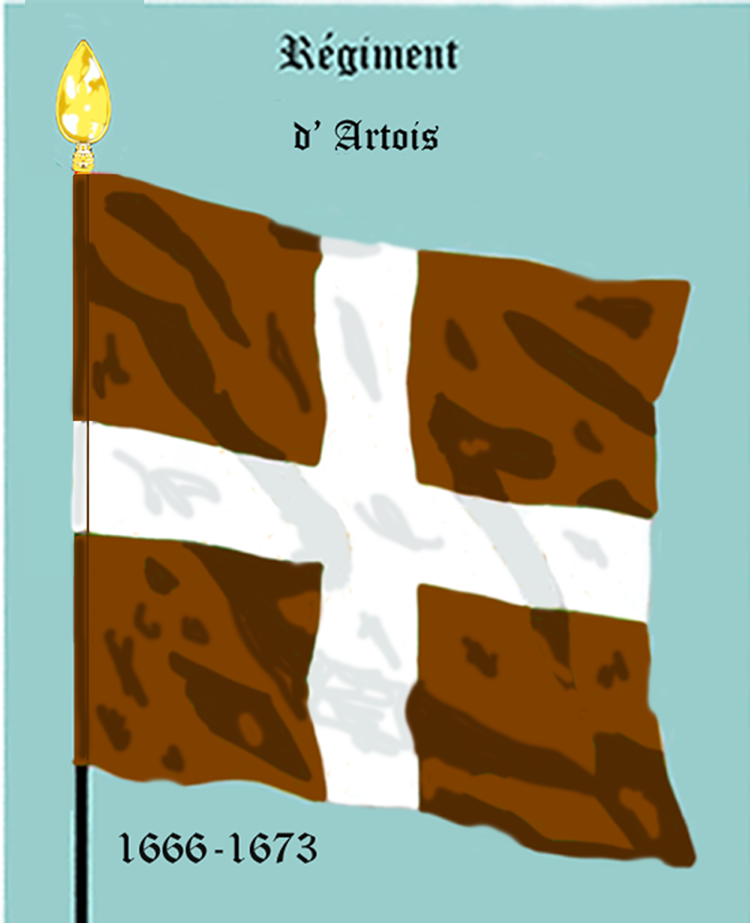
Régiment d’Artois 1666 bis 1673
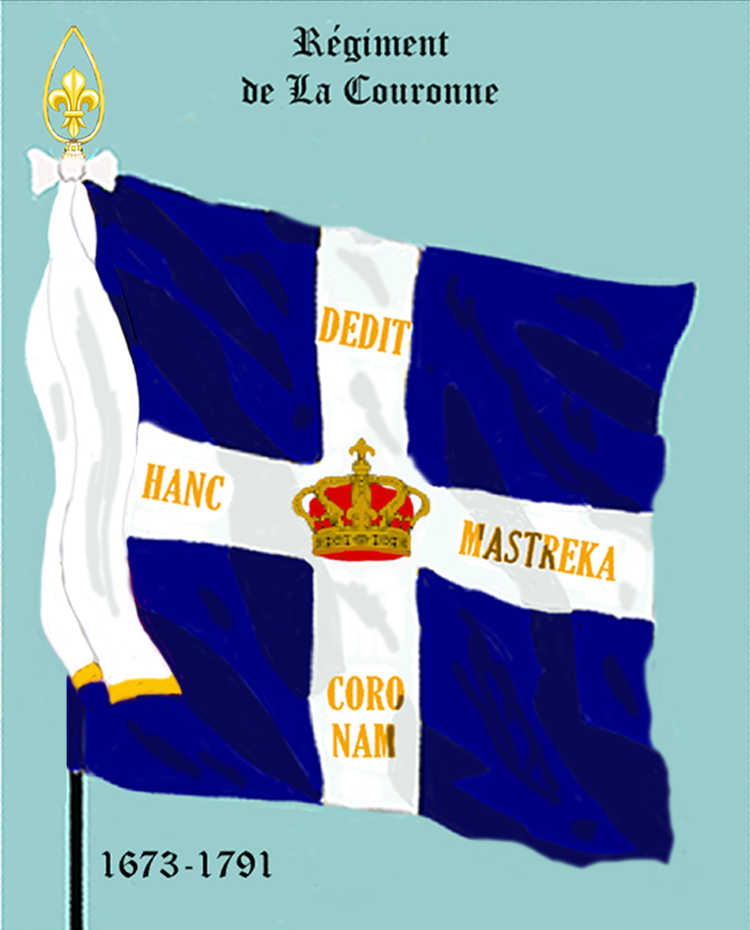
Régiment de La Couronne 1673 bis 1791
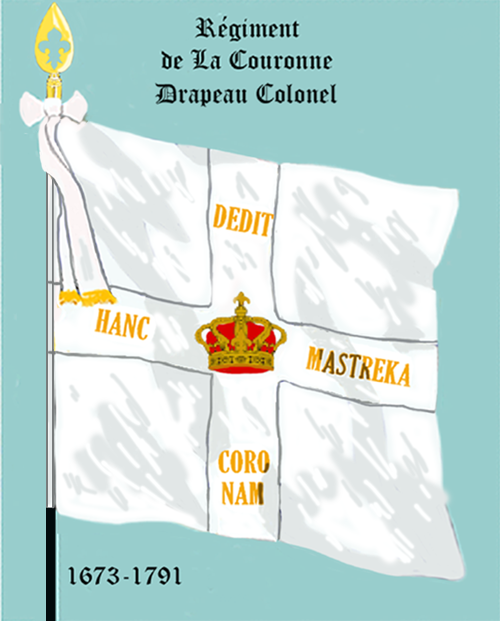
Leibfahne des Colonel
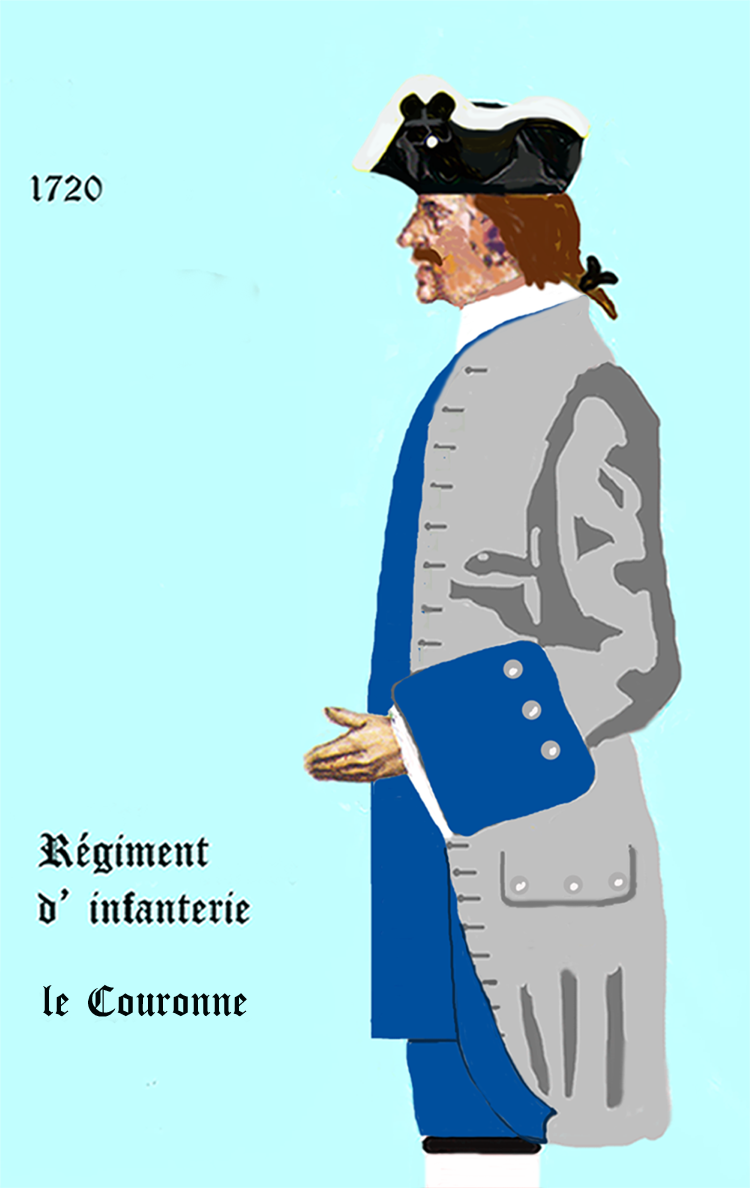
Régiment de La Couronne 1720 bis 1734
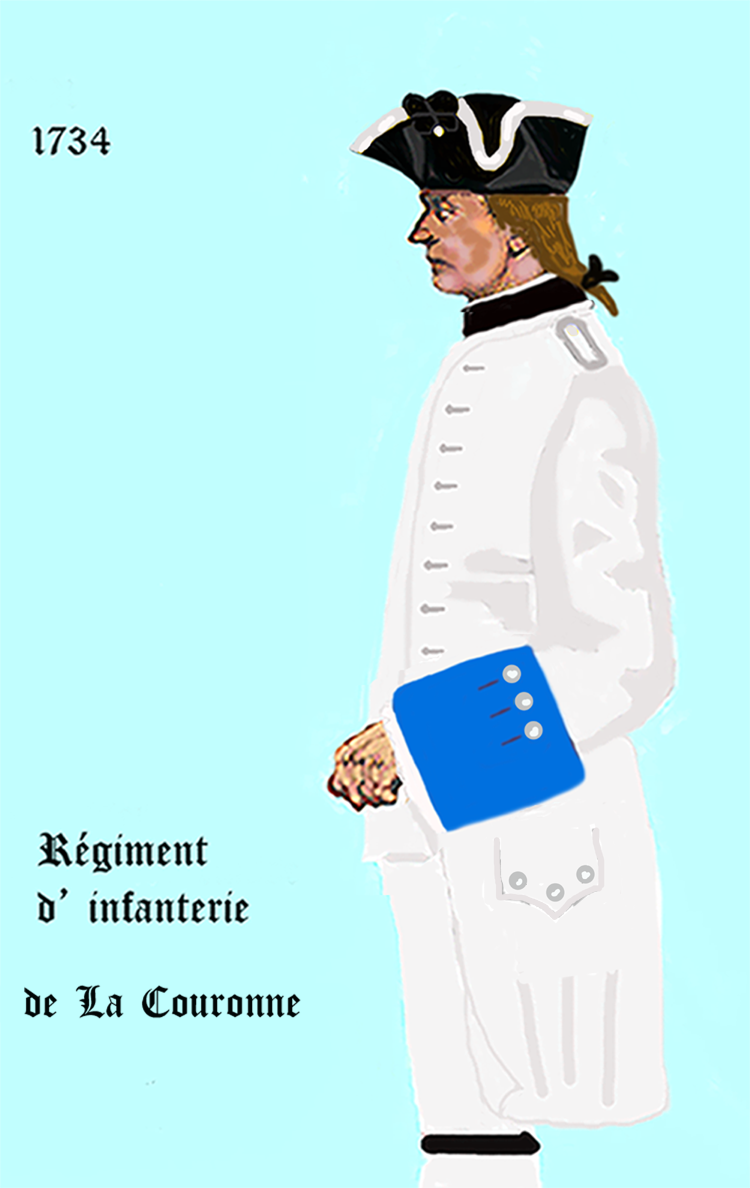
Régiment de La Couronne 1734 bis 1757
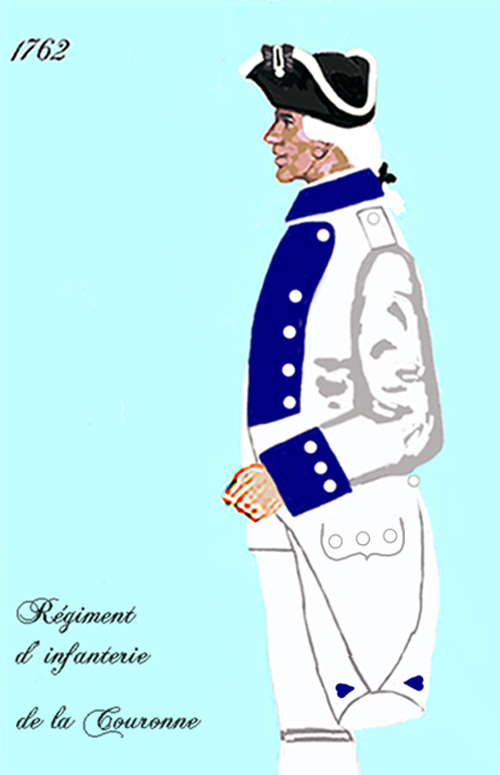
Régiment de La Couronne 1762 bis 1776
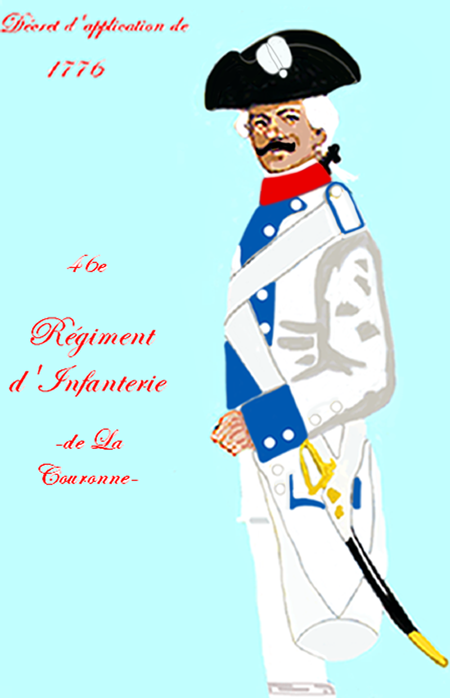
1776 bis 1779
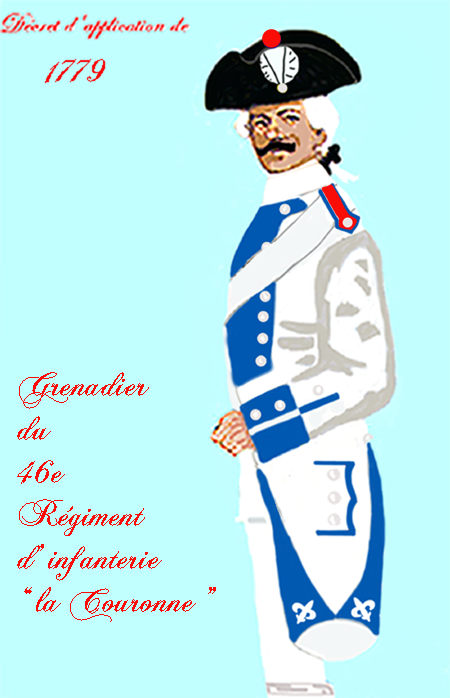
Grenadier 1779 bis 1791
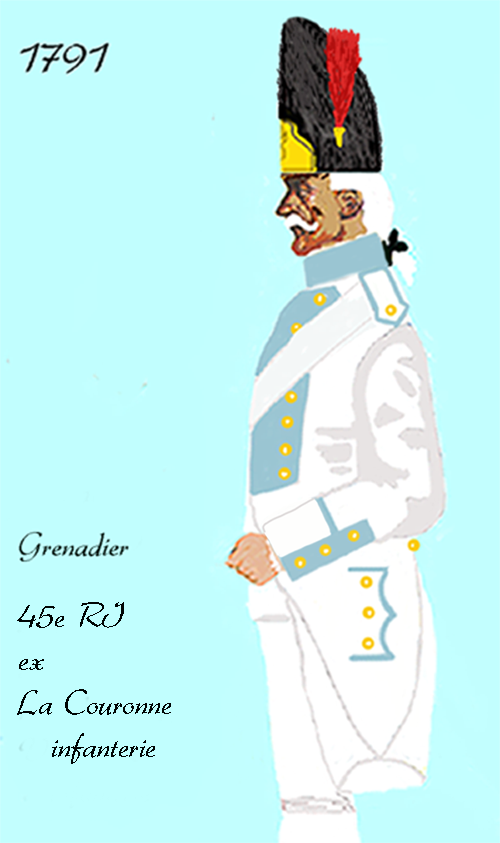
Grenadier des 45e régiment d’infanterie de ligne 1791 bis 1795

## Einsatzgeschichte

### Französisch-Spanischer Krieg (1635–1659)
- 1643: Kaum war die Aufstellung beendet, wurde das Regiment bereits zur Belagerung von Thionville abkommandiert, an deren Schlussphase es bis zum Ende am 10. August teilnahm. Danach überquerte es gegenüber von Offenburg den Rhein und kämpfte bei der Belagerung von Rottweil. Es folgte ein Gefecht bei Mertingen gegen eine Übermacht aus kaiserlichen, kurbayerischen und lothringischen Truppen. Nach erfolglosem Kampf musste das Regiment kapitulieren und wurde, ohne dass ihm militärische Ehren zuteilwurden, nach Augsburg und Regensburg abgeführt. Die ihnen zugefügte brutale Behandlung stürzte die meisten der Offiziere und Soldaten in tiefe Verzweiflung.
- 1644: Im Winter wieder neu aufgestellt, zog das Regiment nach Flandern und nahm am Feldzug des Jahres teil. Es zeichnete sich bei der Belagerung von Gravelines aus, wo der Capitaine de Prémont schwer verwundet wurde.
- 1645: Nachdem es den Winter im Boulonnais verbracht hatte, wurde „La Reine-Mère“ zur Belagerung von Fort Mardyck (bei Dünkirchen) abgestellt, wo es das Régiment de Piémont in den Gräben ablöste. Das Fort wurde am gleichen Tag eingenommen. Danach wurden Lencke, Bourbourg, Menen und Cassel erobert. Lille folgte am 30. August; der tapfere Major du Liège, Veteran aus der Belagerung von La Rochelle, und der Capitaine d’Arnaud wurden bei diesem Angriff tödlich verwundet. Im gleichen Jahr war das Regiment noch bei den Belagerungen von Béthune und Saint-Venant eingesetzt.
- 1646: In diesem Jahr folgte die Belagerung von Courtrai. Dabei führten einige Kompanien am 24. Juni ein Gefecht mit feindlicher Kavallerie. Dabei wurde der Capitaine Saint-Julien-Alland getötet, der Major de Bourgogne und drei weitere Offiziere wurden verwundet. Das Regiment beendete den Feldzug mit der Belagerung von Fort Mardyck, Bergues und Dünkirchen.

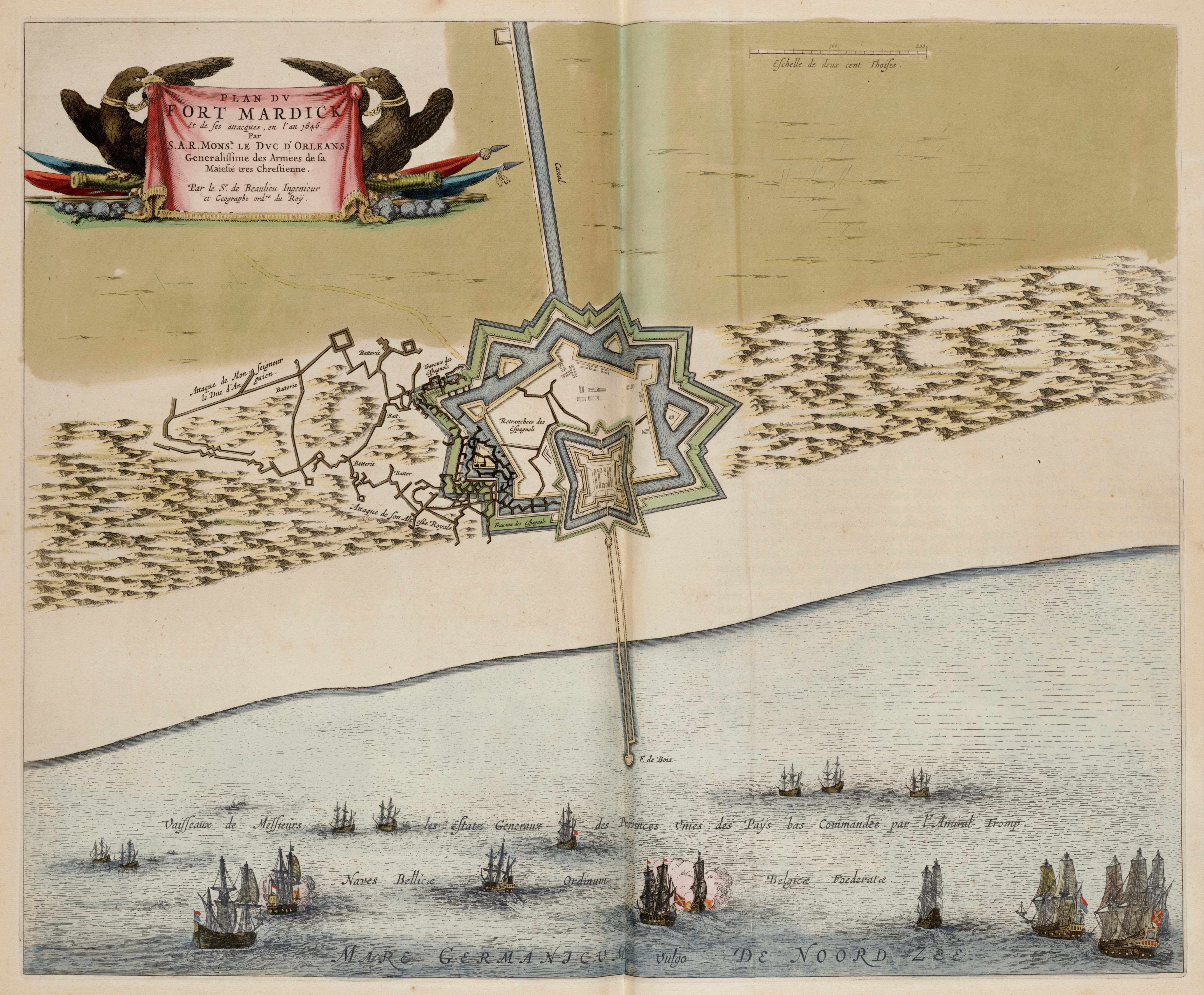
Belagerung von Fort Mardyck 1646

- 1647: Einsatz bei der Einnahme von Knokke und bei der Belagerung von Diksmuide und von Lens
- 1648: „La Reine-Mère“ kämpfte im Gefecht bei Ypern und in der Schlacht bei Lens. Hier stand es in der ersten Linie und war maßgeblich am Erfolg beteiligt. Der Marquis de Vitry konnte sich auszeichnen, wurde aber mehrfach verwundet.
- 1649: Nachdem der Regimentskommandant zu den Rebellen der Fronde übergewechselt war, wurde ihm am 18. Januar das Regiment entzogen und provisorisch an den Colonel-lieutenant Hargonne des Bergères übergeben, der damit unter dem Kommando von Louis II. de Bourbon, prince de Condé, zur Belagerung von Paris zog. Bereits am 29. April erhielt der Marquis de Vitry das Kommando über das Regiment zurück und wurde mit seiner Einheit nach Flandern befohlen. Hier war das Regiment an der Belagerung von Cambrai und Condé-sur-l’Escaut beteiligt, der Rest des Jahres wurde im Herzogtum Guise verbracht.
- 1650: Verlegung in die Guyenne unter dem Kommando von Bernard de Nogaret de La Valette d’Épernon, der es in Nérac zur Beobachtung der Aktivitäten der Mécontents (Aufständischen) stationierte. Von dort aus wurde es zur Belagerung von Cognac abgestellt und kam dann zur Armee von Maréchal Plessis-Praslin in der Champagne, wo es an der Schlacht bei Rethel teilnahm.
- 1651 bis 1653: Kämpfe gegen die Aufständischen der Fronde. Unter Turenne nahm es an den Siegen bei Bléneau und der Schlacht bei Étampes teil. Anfang 1653 stand das Regiment in Collioure. Im Juli verlegte es nach Katalonien, am 22. September kämpfte es im Gefecht bei Bordilly, um dann bei der Belagerung von Gérone eingesetzt zu werden. Danach verlegte es nach Foix, um dort den Winter zu verbringen.
- 1654: Im Juli verstärkte es, zusammen mit dem Régiment d’Harcourt cavalerie, die Armee des Armand de Bourbon-Conti und überquerte mit dieser die Bergpässe. Das Regiment marschierte ohne Flankensicherung, wurde von der Garnison von Puigcerdà überfallen und auseinandergetrieben. Anschließend war es beim Entsatz von Roses und bei der Einnahme von Puigcerdà eingesetzt.
- 1655 bis 1660: 1655 war es an der Eroberung von Cap de Creus beteiligt. Im folgenden Jahr diente es in Katalonien und wurde 1657 nach Flandern kommandiert, wo es bei der Einnahme von La Mothe-aux-Bois beteiligt war. 1658 folgte die Belagerung von Dünkirchen. Im November gehörte es zu der bei Oudenaarde versammelten Armee, hier sollte es bis Februar 1660 bleiben, als die Stadt von den Spaniern eingenommen wurde.

### Devolutionskrieg (1667–1668)
Nach dem Tod der Anna von Österreich im Jahre 1666 wechselte das Regiment seinen Namen von „Régiment de La Reine-Mère“ in „Régiment d’Artois“; in dieser Provinz wurde es dann stationiert. Unter diesem Namen kämpfte es dann auch an den Feldzügen von 1667 in Flandern und 1668 in der Franche-Comté.
- 1670 bis 1671:

Im September war es Teil des kleinen Armeekorps, das Lothringen besetzte. Hier war es an der Einnahme von Épinal, Chastel-sur-Moselle und Longwy beteiligt. 1671 wurde es auf zwei Bataillone verstärkt.

### Holländischer Krieg (1672–1678)
Bei Kriegsausbruch 1672 wurde „Artois“ dem Corps de Montal zugeteilt, lag im Mai in Charleroi und war an der Einnahme von Kaiserswerth sowie an den Belagerungen von Orsoy, Rheinberg, Duisburg und Utrecht beteiligt.
- 1673: Bei der Belagerung von Maastricht zeichnete sich das Regiment 1673 dermaßen aus, dass es umbenannt und mit der neuen Bezeichnung „Régiment de La Couronne“ in den Rang eines königlichen Regiments erhoben wurde. Am 18. Juni griffen mehrere Regimenter ein wichtiges Vorwerk an, „Artois“ konnte es unter den Augen des Königs erobern, der ihm daraufhin eine nicht alltägliche Ehrung zukommen ließ: Ihm wurde eine neue Fahne mit der Krone und der Inschrift „Dedit hanc Mastrika coronam“ zugeteilt. Bei dieser Belagerung verlor es die Capitaines Cabassos und Grenadien sowie den Lieutenant d’Esquigny.

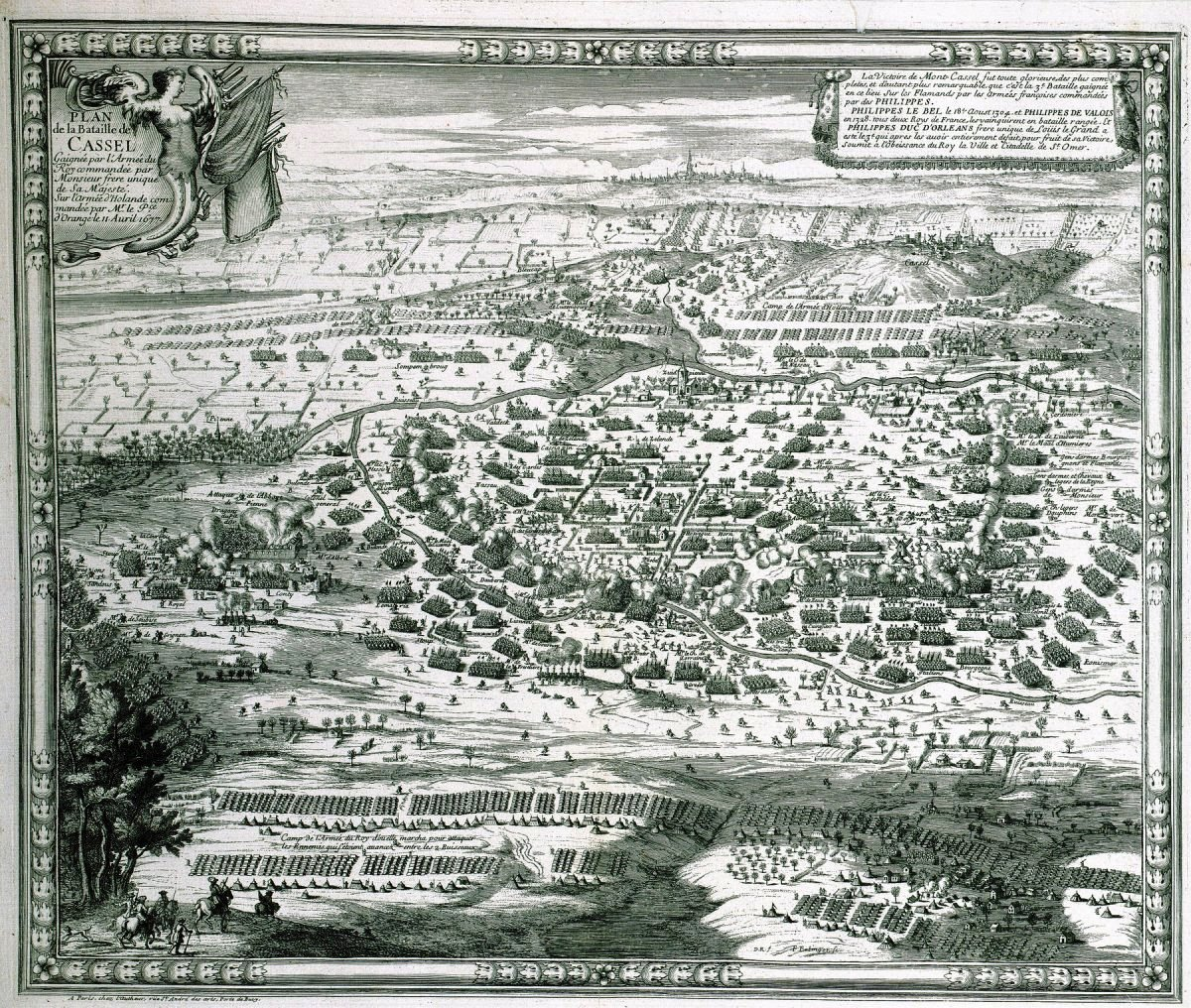
Schlacht bei Cassel

- 1674: Zu Beginn des Jahres verlegte das Regiment in die Franche-Comté und war im Brigadeverband mit dem Régiment Royal an der Einnahme von Besançon und Dole beteiligt. Im Juli verlegte das 1. Bataillon nach Charleville zur Armee des Maréchal de Condé und kämpfte in der Schlacht bei Seneffe, das 2. Bataillon stieß im August zur Armee von Maréchal Turenne und kämpfte in der Schlacht bei Ensheim.
- 1675 und 1676: Wieder vereint, kämpfte das Regiment im Januar in der Schlacht bei Türkheim und lag dann bis 1676 in Metz. Danach wurde es zur Armee von Maréchal François de Créquy kommandiert und nahm an den Belagerungen von Dinant, Huy und Limbourg und am 11. August am Gefecht bei Konz teil. Hierbei wurde der Colonel-lieutenant tödlich verwundet. Bei der Belagerung von Trier in der Stadt eingeschlossen, konnte sich das Regiment auszeichnen und verlegte danach nach Metz, von wo aus es im September nach Marsal (Moselle) weiterzog. Danach nach Flandern kommandiert, wurde es bei der Belagerung von Condé, Bouchain und der Einnahme von Landrecies und Aire verwendet.
- 1677: Im März wurde der Colonel en second, der Marquis de Genlis, beim Angriff auf eine spanische Redoute vor Saint-Omer getötet. Danach erfolgte die Schlacht bei Cassel. Hier konnte das Regiment, zusammen mit dem Régiment Royal und dem Régiment d’Anjou, den Feind aus der Abtei Piennes vertreiben und diese besetzen. Zwei Lieutenants fielen bei dieser Aktion, der neue Kommandant und neun weitere Offiziere wurden verwundet. Nach der Schlacht bezog es Quartier in Stenay, verließ die Stadt jedoch bereits am 4. Juni wieder, um zur Armee des Maréchal de Créquy zu stoßen. Es folgten Kämpfe bei Morville, wo am 15. Juni der Colonel en second fiel, und auf den Höhen von Sainte-Barbe nordöstlich von Metz, wobei es gelang, den Herzog von Lothringen in die Flucht zu schlagen. Am 14. November konnte das Regiment bei der Belagerung von Freiburg durch eine Bresche in die Stadt eindringen.

- 1678: Wieder in Flandern, wurde „La Couronne“ bei der Belagerung von Gent und Ypern sowie in der Schlacht bei Saint-Denis eingesetzt.

### Nordischer Krieg (1679)
Das Regiment kämpfte in Deutschland und beendete den Feldzug nach der Niederlage bei Minden. Nach dem Friedensschluss bezog es Garnison in Saarbrücken.

### Reunionskrieg (1683–1684)
Im Juli 1683 verlegte das Regiment in das Feldlager bei Wallerfangen, von wo aus es am 29. April 1684 vor der belagerten Festung Luxemburg eintraf. Hier tat es Dienst in den Belagerungsgräben, dabei wurden sechs Offiziere verwundet. Nach der Einnahme der Festung verlegte „La Couronne“ nach Flandern und ging dort in Garnison.

### Pfälzischer Erbfolgekrieg (1688–1697)
Während des Jahres 1688 und auch teilweise 1689 lag das Regiment in der Festung Landau und war mit der Reparatur der Wallanlagen beschäftigt. Am 2. August 1689 wurde das 2. Bataillon zur Armee von Maréchal de Duras kommandiert und nahm am Feldzug in die Pfalz teil. Im folgenden Jahr war hier das ganze Regiment eingesetzt und verlegte nach dem Ende des Feldzuges in die Seealpen. Hier war es an der Eroberung der Grafschaft Nizza beteiligt und bewachte während des Winters die Übergänge nach Savoyen.
- 1692: Zurück an die Maas kommandiert, folgte die Belagerung von Namur, die Teilnahme an der Schlacht bei Steenkerke und die Beschießung von Charleroi. Winterquartiere wurden in Ath bezogen.
- 1696 bis 1697: Feldzug in den Niederlanden. Dann verließ das Regiment Namur am 12. Juni, um zur Armee am Rhein zu stoßen. Nach kurzem Einsatz wurde es nach Italien verlegt und traf dort rechtzeitig ein, um unter Nicolas de Catinat in der Schlacht bei Marsaglia eingesetzt zu werden. Es blieb dann in den Alpen, bis während der Belagerung von Valenza 1696 der Friedensvertrag mit dem Herzog von Savoyen abgeschlossen wurde. Im folgenden Jahr war es im Feldzug an der Maas eingesetzt und verlegte im Jahr darauf in das Feldlager nach Compiègne, wo das erst 1695 aufgestellte „Régiment du comte d’Hautefort-Bosen“ eingegliedert wurde.

### Spanischer Erbfolgekrieg (1701–1714)
Zu Beginn des Krieges besetzte das Regiment Namur und war 1702 in der Schlacht bei Nimwegen gegen die Niederländer beteiligt. Nach dem Feldzug überwinterte das Regiment in Bosen (heute Nohfelden), das 1703 eingeschlossen wurde. Am 13. Mai konnte „La Couronne“ abziehen, dabei zehn Kanonen und sechs Mörser mitnehmen. Polastron und einige weitere Offiziere wurden verwundet, ein Offizier fiel. Im August stand es bei der Belagerung von Breisach, wo es am 26. einen starken Ausfall der Festungsbesatzung zurückschlagen konnte. Ab Oktober war das Regiment vor Landau eingesetzt, wo es sich am 13. November beim Angriff auf die Kontergarde auszeichnen konnte.
Im Dezember gehörte es zu den insgesamt 19 Bataillonen, die unter dem Duc de Berwick nach Spanien kommandiert wurden.
- 1704: Im Februar stand das Regiment an der Grenze zu Portugal und war bei den Einnahmen von Salvaterra, Segura, Ponha-Grazia, Ucepedo, Cebreros, Idanha-a-Nova, Mousanto, Castelbranco, Portalegre, Castel de Vide, Montalvão und Marvane eingesetzt.
- 1705: Am 14. Januar in das Feldlager von Balbastro kommandiert, war die Einheit bei der Ausplünderung und Niederbrennung von Grans beteiligt, 300 Maultiere wurden zum Abtransport der Beute benötigt. Anschließend erfolgte unter dem Maréchal de Tessé die Teilnahme an der Belagerung von Gibraltar. Am 27. Januar 1705 wurde das 2. Bataillon des Régiment de Médoc eingegliedert. Diese Eingliederung hatte jedoch gravierende Nachteile für die Offiziere von Médoc zur Folge und führte zu massiven Protesten, weswegen sie nur für diesen Feldzug andauerte.
- 1706: Unter dem Maréchal d’Asfeld folgte der Einsatz bei der Belagerung von Monçon, danach im April die Belagerung von Barcelona. Dabei wurde der Capitaine der Grenadiere de Saint-Vincent beim Angriff auf Mont-Jouy getötet. Nach dem Ende der Belagerung marschierte „La Couronne“ nach Kastilien zum Entsatz von Badajoz und rieb am 29. August am Tajo eine portugiesische Abteilung auf. Im gleichen Jahr war das Regiment noch bei der Belagerung von Cartagena eingesetzt.
- 1707: In der Schlacht bei Almansa am 25. April standen die beiden Bataillone in der vordersten Linie vor dem Régiment d’Orléans und verdienten sich im Kampf Lob und Anerkennung des spanischen Königs. Dabei verlor es seinen Kommandeur, den Colonel-lieutenant de Polastron, zehn Capitaines und eine große Anzahl weiterer Offiziere. Noch im gleichen Jahr folgte die Einnahme von Requena, Valencia, Saragossa, Alcira und Mequinenza, das Gefecht bei Xàtiva, die Belagerung von Tortosa, der Forts Arnès, San-Juan, Pont, Aulot, Ager, Montanana und Vénasque.

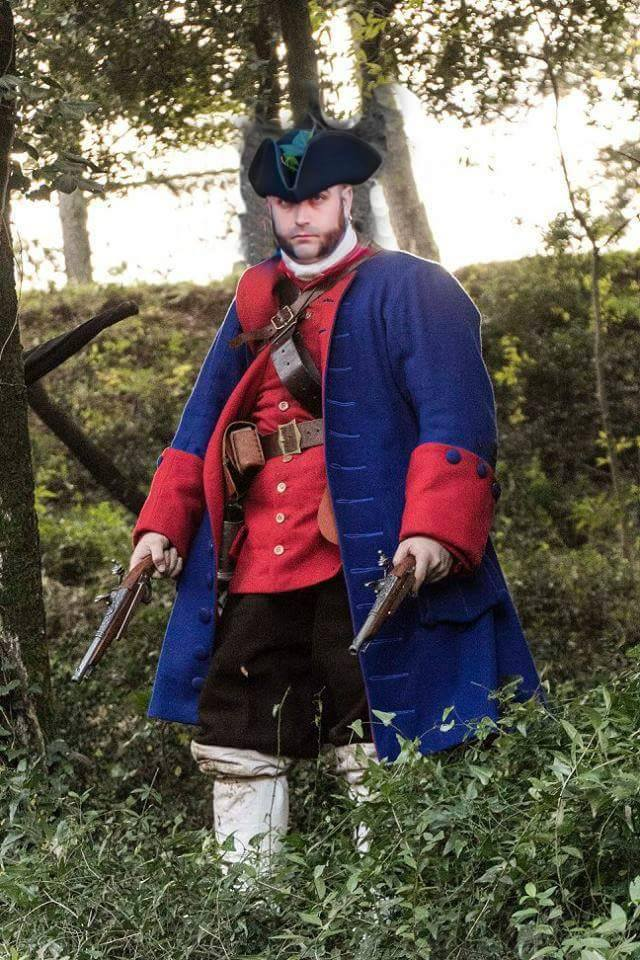
Miquelet (österreichisch-spanischer Franktireur)

- 1709: Im Juli passierte die Einheit Katalonien und verlegte in das Roussillon, wo sie am 2. September am Sieg über die Truppen des Generals Frankenberg beteiligt war, dem dadurch der geplante Übergang über den Ter verwehrt wurde. Den Rest des Feldzuges verbrachte es, zusammen mit den Regimentern Normandie und Artois, bei der Bekämpfung der Miquelets (für die Habsburger kämpfende Freischärler oder auch Miliz, da sie mehr oder weniger uniformiert waren), die das Roussillon in Unruhe versetzten.
- 1710: Zur Verteidigung der Provinz in die Dauphiné beordert. Danach Rückkehr nach Spanien.
- 1711 bis 1712: Belagerung von Girona, das am 24. Januar kapitulierte. Der Capitaine Briaçon fiel dabei. „La Couronne“ nahm dann Winterquartier im Roussillon und kehrte im Juli 1712 über die Pyrenäen nach Spanien zurück, um an der Belagerung des Castell de Cardona teilzunehmen. Hier bewachte es unter anderem die Brücke bei Las Carminas, die von den Truppen des Feldmarschalls Guido von Starhemberg am 11. und am 15. Dezember massiv angegriffen wurde. Beide Male konnten die Angriffe erfolgreich abgewiesen werden. Ein dritter Angriff am 22. Dezember scheiterte zunächst ebenfalls, als man aber sah, dass der Feind abseits den Fluss zu überqueren begann und drohte, das Regiment abzuschneiden, musste es sich ehrenvoll zurückziehen. Die Aktion hatte das Regiment 200 Mann an Gefallenen gekostet, darunter den Comte de Mellun, Colonel en suite, den Capitaine Bonnet, Kommandant des 2. Bataillons, und den Major d’Aultry (Major war kein Dienstgrad, sondern eine Dienststellung; er war der Chef des Regimentsstabes), der von drei Musketenkugeln getroffen wurde. Im Jahr 1712 war das Regiment in Spanien vorwiegend mit Defensivaufgaben beschäftigt.
- 1713 bis 1714: Zunächst marschierte das Regiment zum Entsatz von Girona und stand im folgenden Jahr, nach verschiedenen Gefechten gegen katalanische Verbände, bei der Belagerung von Barcelona. Am 16. Mai eroberte es, zusammen mit der spanischen Garde, das Fort des Capucins.

### Krieg der Quadrupelallianz (1717–1720)
Im Jahr 1719 wurde das Regiment in die Pyrenäen kommandiert und kämpfte dort gegen seine ehemaligen Verbündeten. Es war bei der Einnahme von Fontarabie, San Sebastian und Urgell sowie bei der Blockade von Roses eingesetzt.

### Polnischer Thronfolgekrieg (1733–1738)
Zu Beginn des Krieges war „La Couronne“ zur Bewachung der Grenze in der Champagne eingesetzt. 1734 wurde die Einheit auf drei Bataillone verstärkt und zog mit dem Korps des Comte de Belle-Isle zur Mosel. Das Regiment stand bei der Belagerung von Trier und eröffnete am 25. April die Belagerung von Trarbach, das am 2. Mai kapitulierte. Danach gingen die Franzosen gegen die Grevenburg über Trarbach vor, die nach kurzer Belagerung erobert wurde. Von hier aus marschierte das Regiment zur Belagerung von Philippsburg, wo es zwei Belagerungsgräben besetzte. 1735 wurde es zur Verteidigung der Rheininsel gegenüber Seltz verwendet. Am 20. Oktober kämpfte es im Gefecht bei Klausen, in dem der Colonel-lieutenant, der Marquis de Charost, tödlich verwundet wurde Den Rest des Jahres verbrachte das Regiment im Feldlager von Saint-Maximin. Nach der Rückkehr nach Frankreich wurde es in Metz stationiert.

### Österreichischer Erbfolgekrieg (1740–1748)
- 1741 bis 1743: „La Couronne“ gehörte bei Kriegsausbruch zur Armee in Westfalen. Es verbrachte den Winter im Herzogtum Berg und lag im Juli 1742 im Feldlager bei Mülheim an der Ruhr, von wo aus es im August in Richtung Böhmen aufbrach. Nach der Vereinigung der „Westfälischen Armee“ und der „Bayerischen Armee“ gehörte es zur Reserve unter dem Kommando des Maréchal de Saxe, mit dem es am Scharmützel von Brammerhoff, an der Einnahme von Falkenau, dem Gefecht bei Elbogen sowie der Zerstörung von Kaaden, Pogen und Deggendorf beteiligt war. In einem Feldlager in der Nähe dieser Stadt verbrachte es den Winter und marschierte im Januar 1743 zum Entsatz von Braunau am Inn, um danach nach Deggendorf zurückzukehren. Am 1. Mai verließ das Regiment Deggendorf, um die Donauübergänge bei Plattling und bei Pilsting zu verteidigen, woraufhin die Österreicher den Fluss bei Pocking überquerten. „La Couronne“ sah sich dadurch von der Einschließung bedroht, konnte sich jedoch durch geschicktes Manövrieren nach Regensburg absetzen. Als eine der letzten Einheiten marschierte das Regiment im Juli in Richtung Frankreich und wurde in Metz einquartiert.

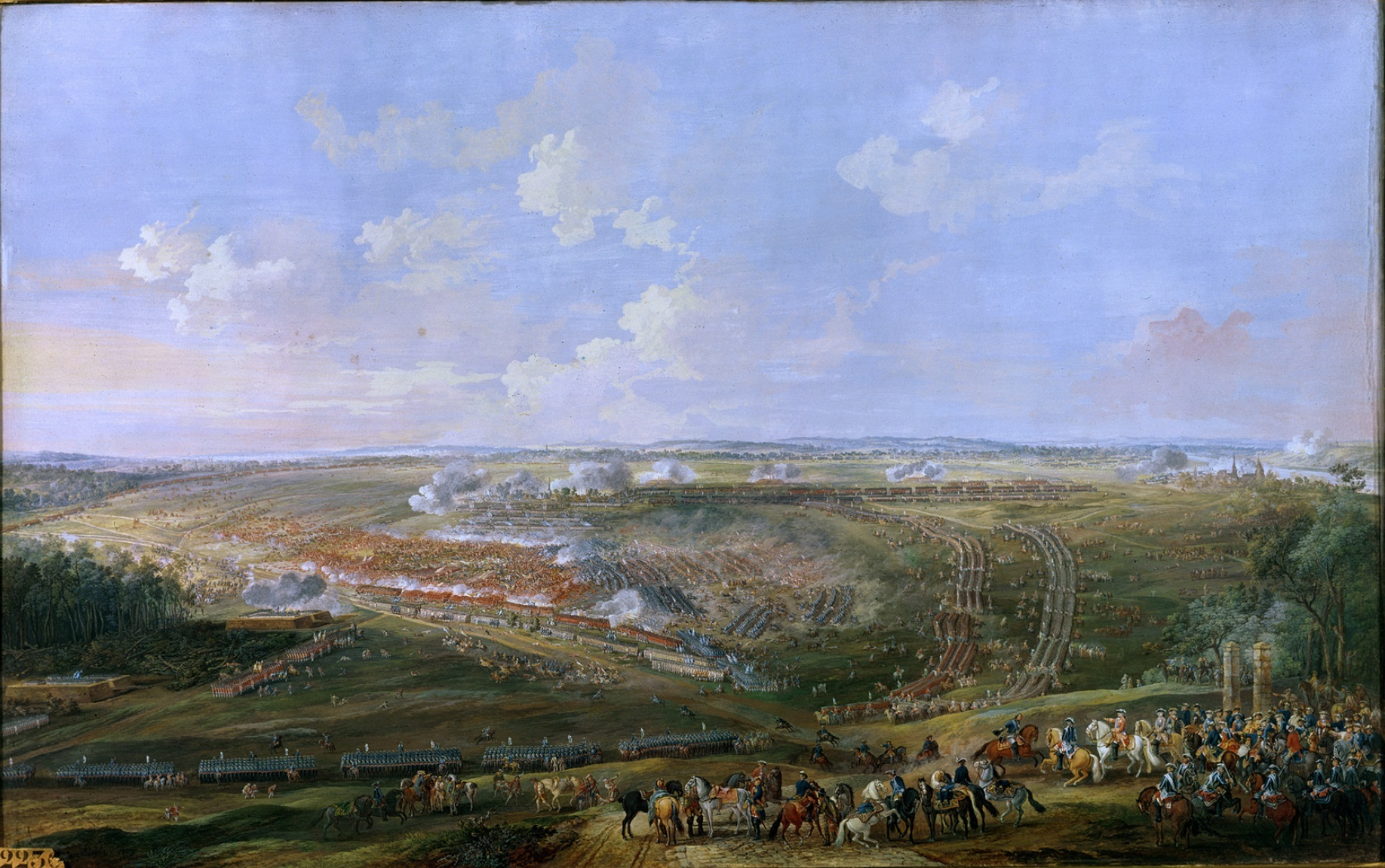
Schlacht bei Fontenoy

- 1744: Verlegung nach Flandern mit dem Einsatz bei der Belagerung von Menen und Ypern sowie der Besetzung von Abtei und Schloss Vermezelles. Am Ende des Feldzuges lag das Regiment im Feldlager bei Courtrai.
- 1745: Belagerung von Tournai. Zusammen mit dem Régiment des Gardes françaises wies es einen Ausfall der Belagerten zurück. Schlacht bei Fontenoy: Hier stand es in der zweiten Linie hinter dem Régiment du Roi. „La Couronne“ erlitt schwere Verluste durch die englische Artillerie, der Duc d’Havre, der Colonel-lieutenant de Rigal, der gesamte Regimentsstab, 37 Offiziere und 260 Mann wurden durch das effektive Feuer der Engländer in kürzester Zeit ausgeschaltet. Nach der Schlacht zog es wieder vor Tournai, wo sich die Grenadiere beim Angriff auf ein Vorwerk auszeichneten. Es folgte die Teilnahme an der Einnahme von Oudenaarde, Termonde und Ath.
- 1746 bis 1748: Belagerung von Brüssel. Am 29. Januar konnte das Regiment die Vorstadt Flandre einnehmen und dabei eine gegnerische Abteilung gefangen setzen, die eben auf dem Weg in das Château de Kokelberg war. Nach der Einnahme der Stadt lag die Einheit im Feldlager von Cinq-Étoiles. Im August war es bei der Eroberung von Huy eingesetzt und nahm dort auch Quartier. Im September wurde die Einheit zur Armee des Königs befohlen, die sich im Feldlager von Tongres versammelte. Danach Teilnahme an der Schlacht bei Roucourt mit anschließender Verlegung an die Küste des Aunis, wo es bis zum Ende des Feldzuges verblieb. Im Juli 1747 wurde ein viertes Bataillon errichtet, das Regiment verbrachte dann den Winter in der Normandie und kehrte 1748 in die Niederlande zurück, wo es bei der Belagerung von Maastricht eingesetzt wurde. Hier konnten sich die Grenadiere zusammen mit denen des Régiment de La Tour du Pin auszeichnen, als mit großem Elan ein gedeckter Weg eingenommen wurde. Mit Anordnung vom 1. September wurde das Regiment auf drei Bataillone reduziert.

Friedenszeit
Mit Anordnung vom 15. Januar 1749 wurde das 3. Bataillon aufgelöst. Im Jahre 1753 lag das Regiment im Lager von Mézières, von wo aus es in den zwei folgenden Jahren zu Arbeiten am Verbindungskanal zwischen der Leie und der Aa eingesetzt wurde.

### Siebenjähriger Krieg (1756–1763)
- 1757: Das Regiment stand unter dem Kommando von Maréchal d’Estrées und kämpfte in der Schlacht bei Hastenbeck und in der Schlacht bei Roßbach.
- 1758: Zu Beginn des Jahres bewachte das Regiment, zusammen mit anderen, die holländische Grenze zwischen Xanten und dem Fort de Skencke. Danach folgte ein Einsatz in der Schlacht bei Krefeld, wo es, ohne zu weichen, dem Musketenfeuer von sechs Bataillonen ausgesetzt war. Es folgte der Einsatz im Gefecht bei Sandershausen. Von der Armee Contades’ wechselte die Einheit zu der von Maréchal de Soubise und kämpfte am 10. Oktober in der Schlacht bei Lutterberg. Nach der Kapitulation von Kaiserswerth wurde das Regiment wieder zur Beobachtung an der holländischen Grenze eingesetzt.
- 1759: Einsatz in der Schlacht bei Minden
- 1760: Im Gefecht bei Korbach und in der Schlacht bei Warburg. Hier war es mit dem Régiment de Bourbonnais, dem Régiment de Lochmann und dem Régiment de Jenner auf den Anhöhen positioniert, wo sie mit Macht vom Feind angegriffen wurden. Fünf solcher Angriffe konnten abgewehrt werden. „La Couronne“ verlor an diesem Tag die Hälfte der Offiziere, der Comte de Montbarrey als Colonel en second wurde von einer Kanonenkugel und zwei Musketenkugeln getroffen und dadurch tödlich verwundet. Nach der Schlacht bei Warburg hatte das Regiment nur noch Bataillonsstärke. In der Schlacht bei Kloster Kampen konnte sich das Regiment erneut auszeichnen, als es das Régiment d’Auvergne und das Régiment d’Alsace im Rahmen seiner Möglichkeiten unterstützte. Danach wurde es zur Wiederauffrischung nach Dünkirchen beordert.
- 1761: Im Juni erfolgte die Rückkehr in die Linie. Am 30. August führte es bei Roxel ein Gefecht gegen Truppen des Generals von Kielmansegg, wo die Grenadiere und Jäger mit großem Schwung gegen die Feldverschanzungen vor Roxel anrannten, die Besatzungen bis unter die Wälle von Münster vertrieben und 400 Gefangene machten.

Dieses bemerkenswerte Gefecht erhöhte die Reputation des Regiments – es war die letzte kriegerische Aktion der Einheit unter der Monarchie. Das Regiment verlegte sich nunmehr in seine Friedensgarnison nach Le Quesnoy.
Friedenszeit
Wie in dieser Periode allgemein üblich, wechselte das Regiment häufig die Garnisonen. Es verlegte im Mai 1763 nach Givet, im Dezember des gleichen Jahres nach Arras, im August 1765 nach Condé, im November 1766 nach Dünkirchen, im Juni 1767 nach Valognes und Cherbourg, im Oktober 1768 nach Brest, im Oktober 1769 nach La Rochelle, im Juni 1770 nach Landrecies, im Dezember des gleichen Jahres nach Douai, im Juni 1771 nach Sedan, im Oktober des gleichen Jahres nach Verdun, im Oktober 1773 nach Quesnoy, im Oktober 1774 nach Metz, im September 1776 nach Nancy und im April 1778 nach Saint-Omer. Die letzten Monate dieses Jahres verbrachte es in Avranches und Lisieux. Im November 1779 verlegte es nach Le Havre, im August 1780 nach Coutances, im Oktober des gleichen Jahres nach Lisieux, im Oktober 1781 nach Cancale, im November 1783 nach Arras, im Oktober 1785 nach Lille, nach Camp de Saint-Omer im September 1788 und dann wieder nach Lille.

### Kriege der Revolution und des Ersten Kaiserreichs (1791–1815)

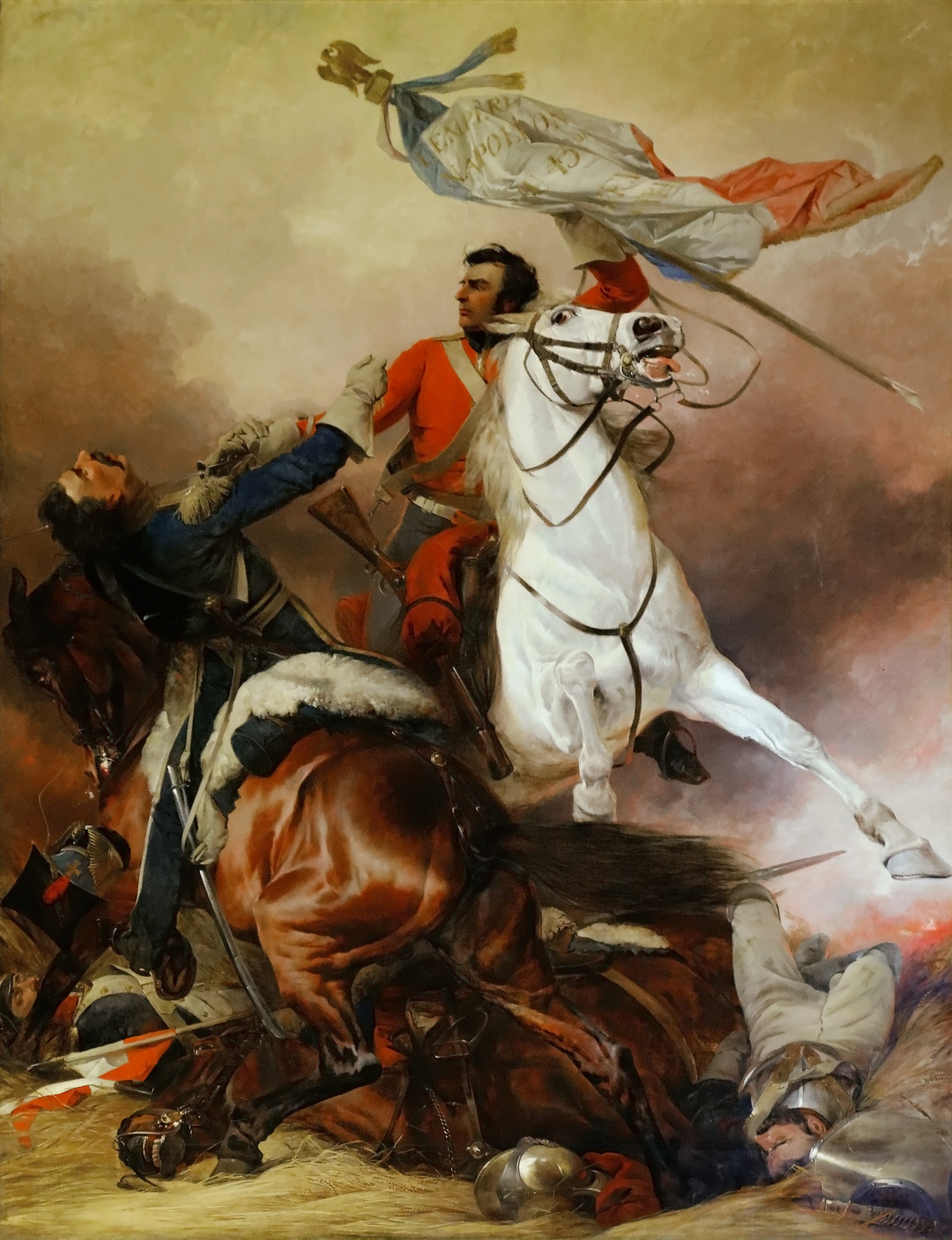
Richard Ansdell (1815–1885): In der Schlacht bei Waterloo sichert der Sergeant Charles Ewart der Royal North British Dragoons die erbeutete Fahne des 45^{e} RI gegen die Rückeroberung durch einen französischen Lancier

„La Couronne“ verließ Lille, um nach Béthune verlegt zu werden, hier blieb es bis zum Ausbruch der Feindseligkeiten 1792. Es folgte die Verlegung in das Feldlager bei Maubeuge. Als die Preußen in die Champagne einmarschierten, wurde das 1. Bataillon zur „Armée des Ardennes“ (Ardennenarmee) und das 2. Bataillon nach Lille kommandiert. Das 2. Bataillon war an der Verteidigung von Lille und 1793 an der von Quesnoy beteiligt. Hier geriet der Colonel Goulu, der 1776 als einfacher Soldat in das Regiment eingetreten war, am 22. Dezember verwundet in Gefangenschaft.
Nach der Kanonade bei Valmy wechselte das erste Bataillon zur „Armée du Nord“ (Nordarmee) und nahm an der Belagerung von Namur teil. 1793 wurde es zur „Armée du Rhin“ kommandiert und blieb dort bis zur Auflösung der Regimentsverbände im Zuge der Premier amalgame. Das 1. Bataillon wurde dabei zur Aufstellung der „89e demi-brigade de bataille“ (oder auch „89e demi-brigade de premier formation“) und das 2. Bataillon zur Aufstellung der „90e demi-brigade de bataille“ (oder auch „90e demi-brigade de premier formation“) verwendet. Damit endete vorerst die Regimentsgeschichte; sie beginnt erst wieder mit der Neuaufstellung eines „45e régiment d’infanterie“ im Jahr 1804.
- 1805: Schlacht bei Austerlitz
- 1807: Schlacht bei Friedland
- 1814: Spanischer Unabhängigkeitskrieg – Schlacht bei Orthez
- 1815: Feldzug in Belgien – in der Schlacht bei Waterloo gingen Fahne und Adler an die Royal Scots Greys verloren. Beides ist heute im Edinburgh Castle ausgestellt.

### 1815 bis 1852
Mit Anordnung vom 18. September 1830 wurde ein viertes Bataillon aufgestellt und das Regiment auf eine Personalstärke von 3.000 Mann gebracht.

### Sardinischer Krieg
1859: Schlacht bei Magenta

### Deutsch-Französischer Krieg
- - Teilnahme an der Schlacht bei Wörth
  - 18. März 1871: Einsatz bei der Bekämpfung der Pariser Kommune

### Erster Weltkrieg
- 1914:

Das Regiment bestand aus drei Bataillonen und war in Laon, Hirson und Sissonne stationiert. Es gehörte zur 8. Infanteriebrigade der 4. Infanteriedivision im 2. Armeekorps.
Bei Kriegsbeginn rückte es zunächst nach Bouillon in Belgien aus, wo es sich am 6. August in Alle und Vresse, am 9. August in Rochefort, am 11. August in Maissin, am 14. August in Houyet und am 15. August in Hastière befand.
- 21. bis 23. August: Schlacht bei Charleroi – Kämpfe bei Onhaye und Guise
- 2. und 3. September: Abtransport per LKW – ein Bataillon nach Montmirail und zwei Bataillone nach Provins
- Schlacht an der Marne (5. bis 13. September): Kämpfe bei Montmirail, Orbais, Viffort, La Fosse-au-Coq, Chenoise, Courtacon und La Ferté-Gaucher. Die drei Bataillone waren auf die Sektoren der 4. Infanteriedivision (bei Bazoches), 8. Infanteriedivision (bei Courville) und 10. Kavalleriedivision (am Mont-Saint-Martin) im Corps Conneau aufgeteilt.
- Schlacht an der Aisne – Kämpfe bei Berry-au-Bac, Breny, Hartennes (10. September), Branges (11. September), Amifontaine, Corbeny und Pontavert (17. September). An diesem Tag erhielt das Kavalleriekorps, dem das 45e RI zugeteilt war, den Befehl, nach Compiègne abzumarschieren.

- 1915:

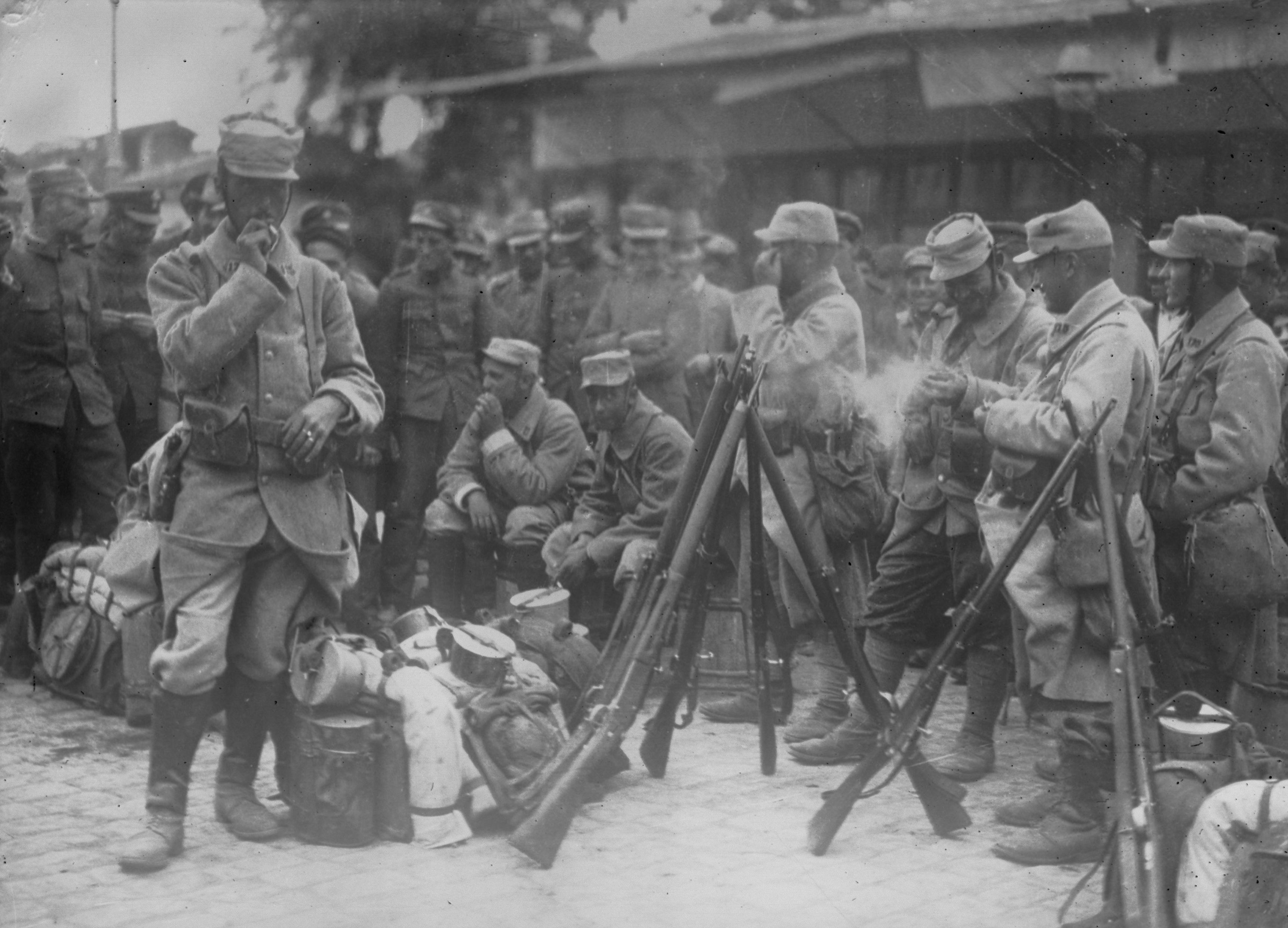
Ankunft in Saloniki

- Februar: Kämpfe an der Aisne bei Passy und Hermonville
- Winterschlacht in der Champagne – im Mai Kämpfe bei Prunay an der Marne
- Juli bis Oktober: Kämpfe an der Aisne bei Hermonville und La Miette
- November: Einschiffung in Sète und Toulon zum Transport nach Saloniki

Mit der französischen Orientarmee („Armée d’Orient“) im November Operationen gegen den Vardar, dann Rückzug nach Saloniki. Im Dezember Abwehrkämpfe gegen bulgarische Streitkräfte bei Demir Kapiya in Süd-Mazedonien, Kämpfe bei Miletkovo, Vardarovci, Topcin.
- 1916:
- Kämpfe im Sektor Saloniki

- 1917:
- Kämpfe an der Salonikifront – Schlacht Skra-di-Legen

10. Mai bis 30. August: Einsatz bei Barakli
- 1918:
- Schlacht bei Dobro Polje

### Zweiter Weltkrieg

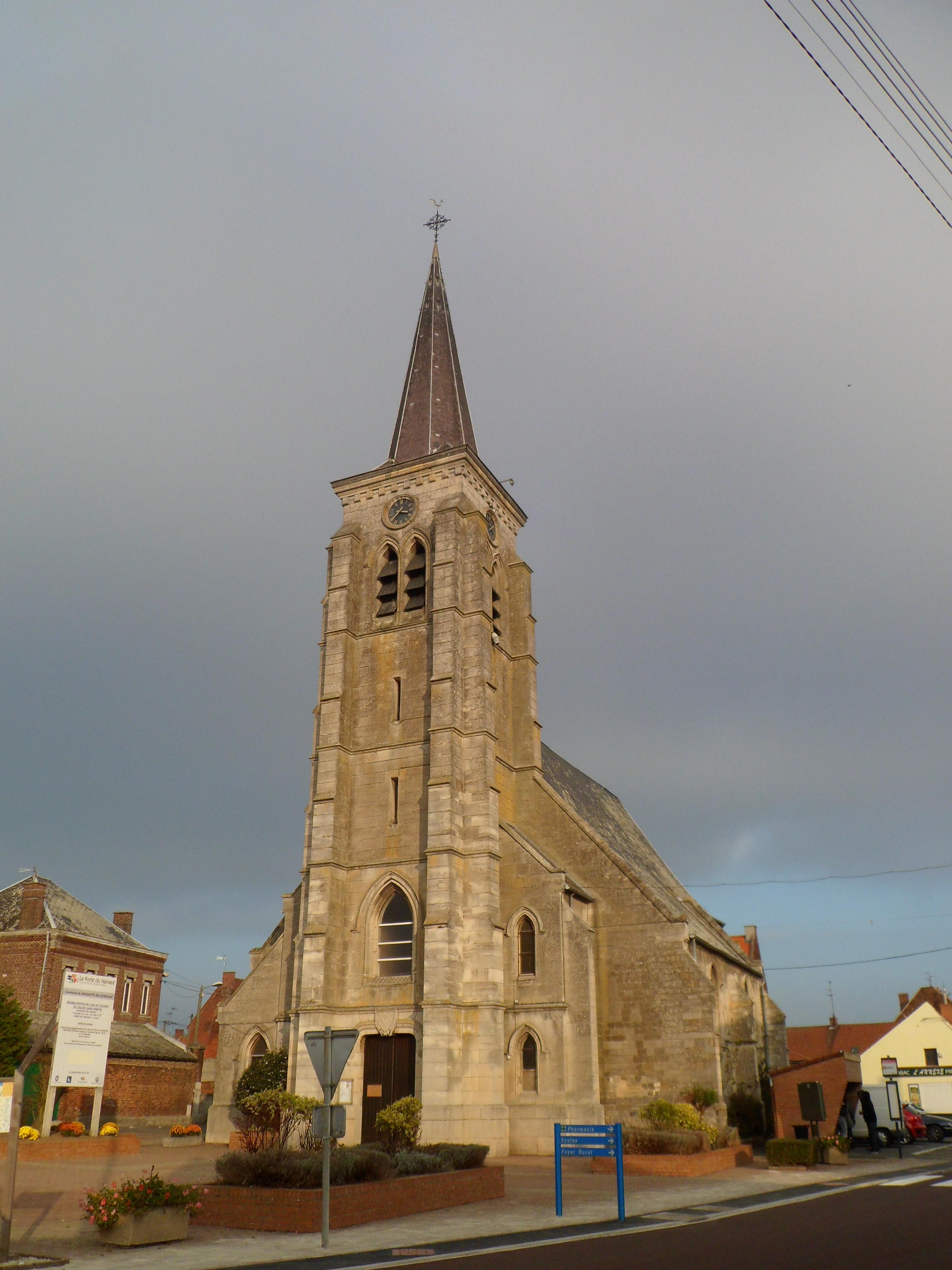
Der Kirchturm von Marquette-en-Ostrevant

Am 3. September 1939 wurde das Regiment durch das Région militaire, Centre mobilisateur d’infanterie; réserve A RI type NE; CMI 21, in La Capelle und Hirson unter dem Kommando von Lieutenant-colonel Desroche mobilisiert. Es kämpfte an der Schelde bei Bouchain, wo es den feindlichen Übergang über den Fluss vom 20. bis 26. Mai verhindern konnte. Diese für die Deutschen ärgerliche Verzögerung führte dazu, dass sich Adolf Hitler persönlich in die unmittelbare Nähe des betroffenen Frontabschnitts begab und sich vom Kirchturm von Marquette-en-Ostrevant durch den kommandierenden General des 8. Armeekorps erklären ließ, warum hier ein einzelnes Infanterieregiment den deutschen Vormarsch derart verzögern konnte.
Das Regiment kämpfte bis zum Waffenstillstand von Compiègne im Rahmen seiner Möglichkeiten und wurde danach aufgelöst.

## Regimentsfahnen seit der Revolution
Auf der Rückseite der Regimentsfahne sind (seit Napoleonischer Zeit) in goldenen Lettern die Feldzüge und Schlachten aufgeführt, an denen das Regiment ruhmvoll teilgenommen hat.

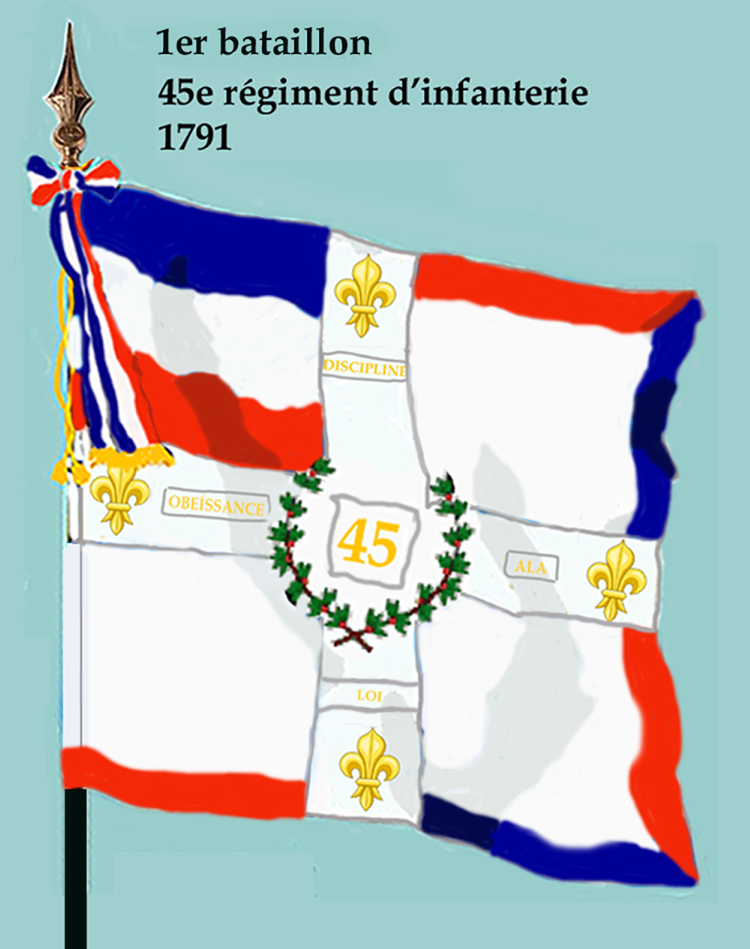
1. Bataillon 1791
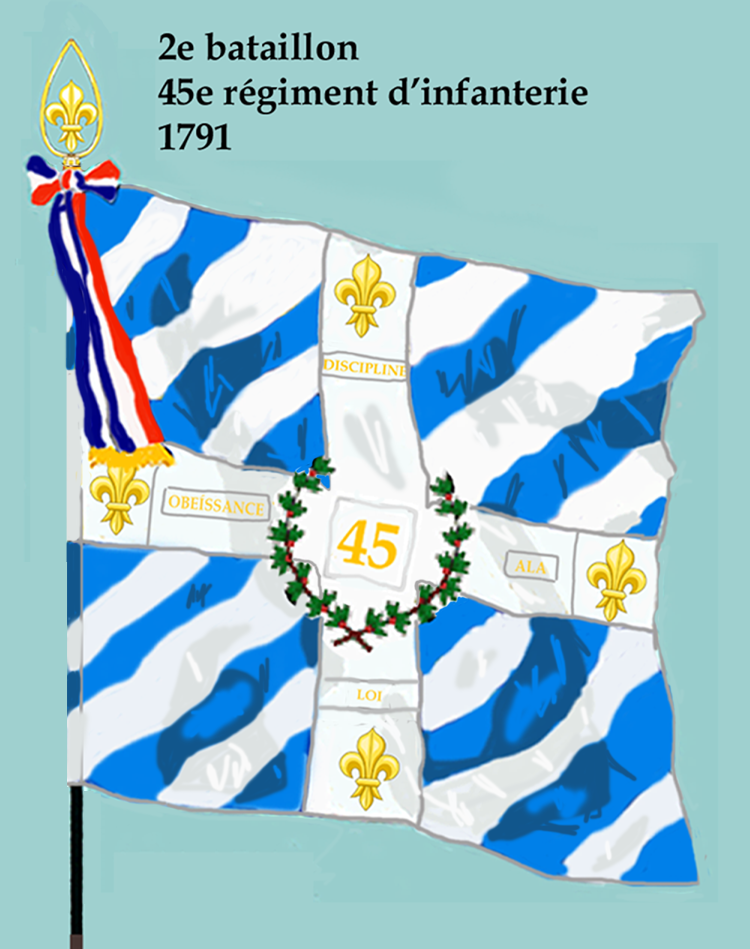
2. Bataillon 1791
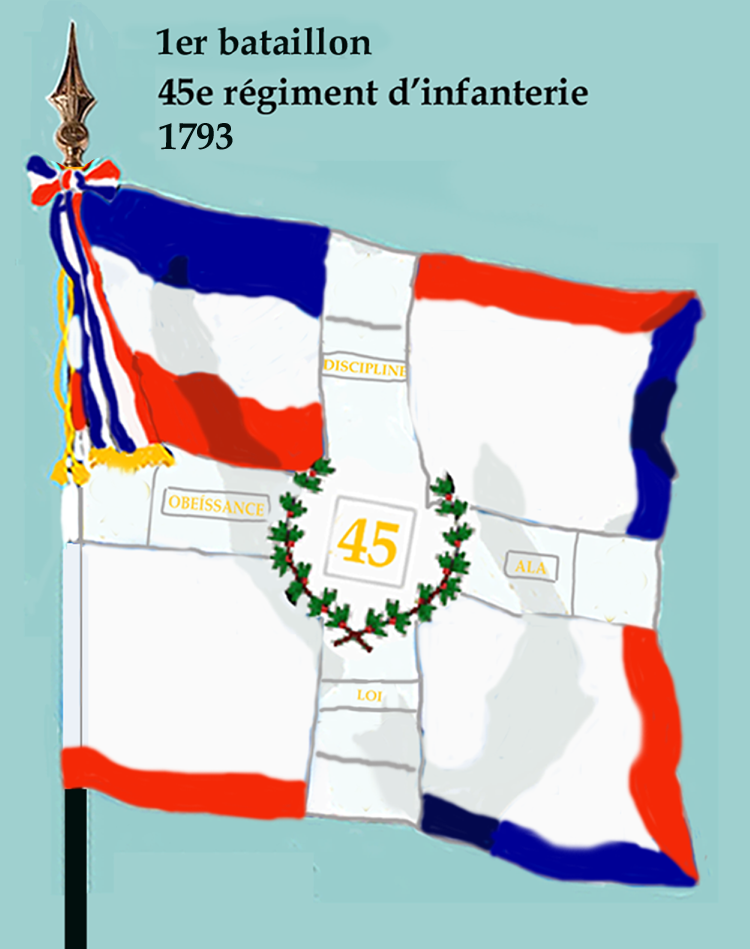
2. Bataillon 1792
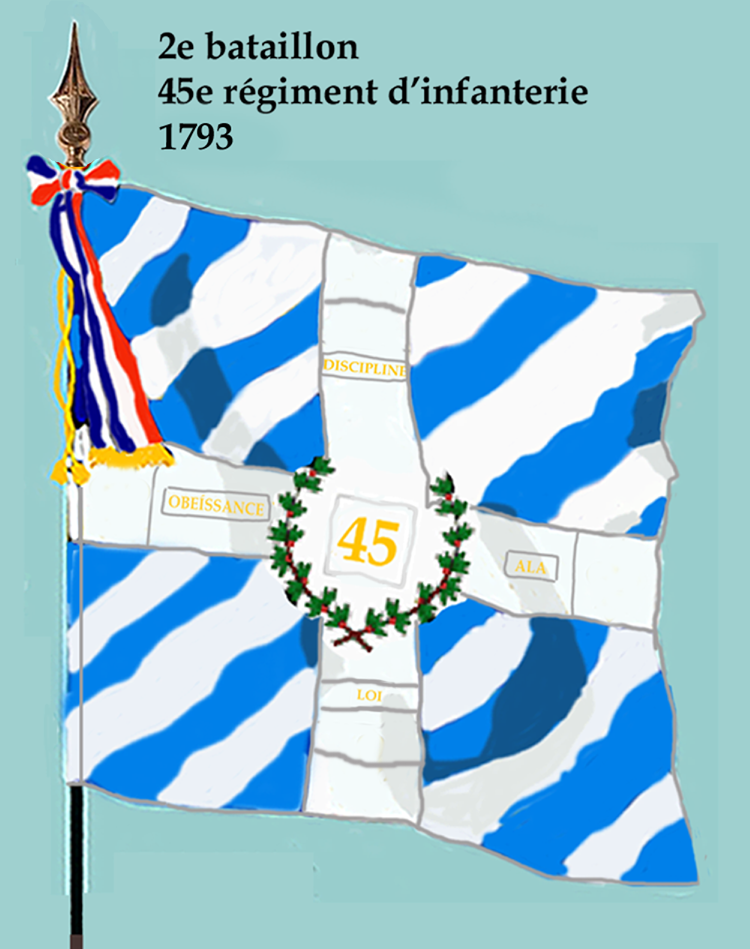
2. Bataillon 1793
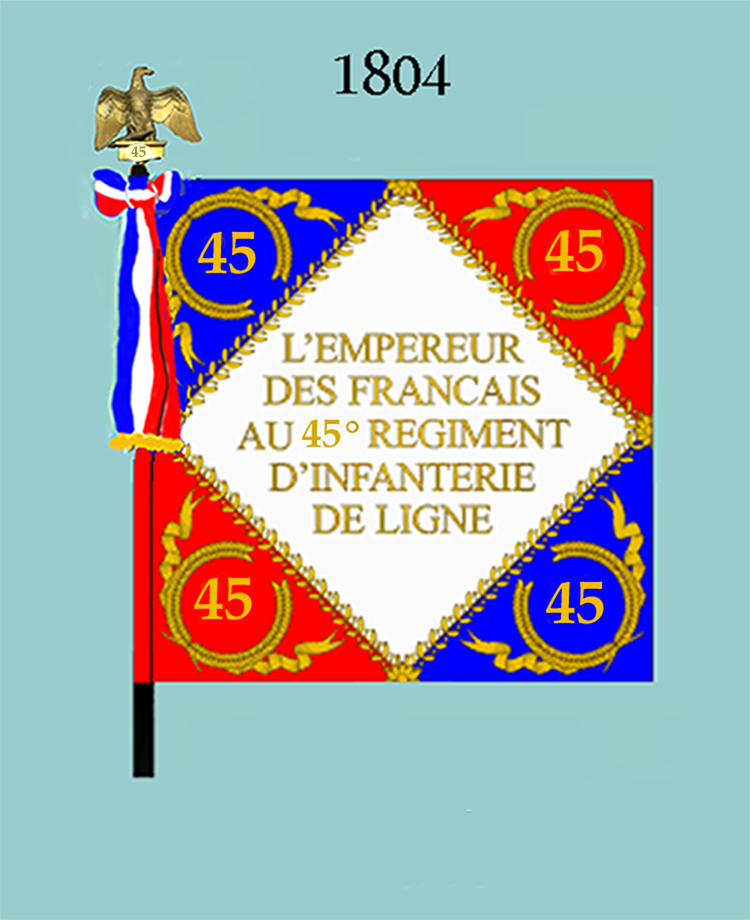
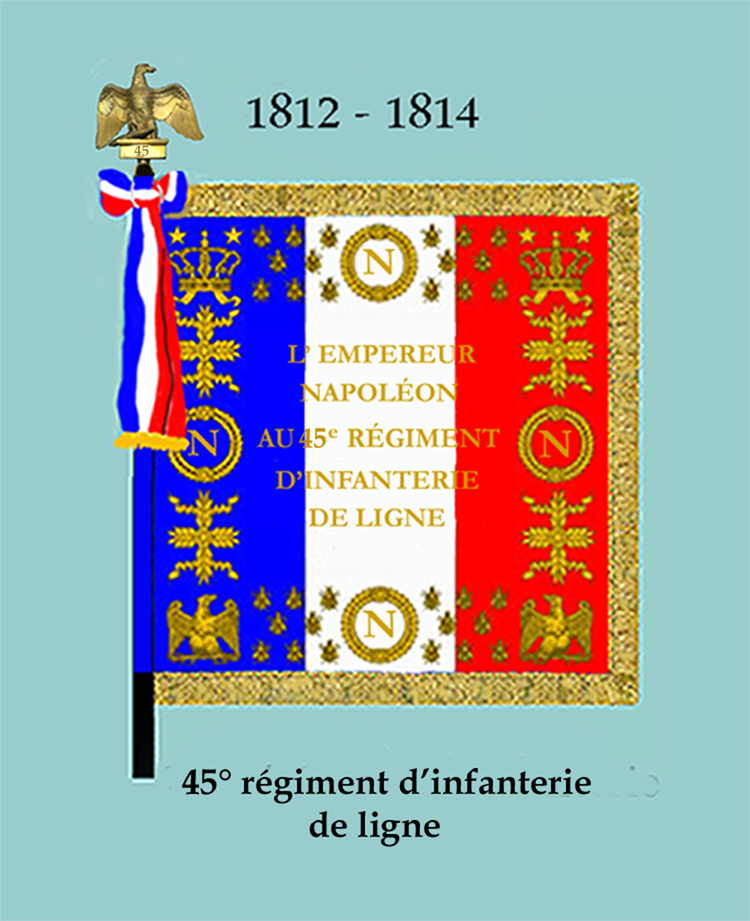
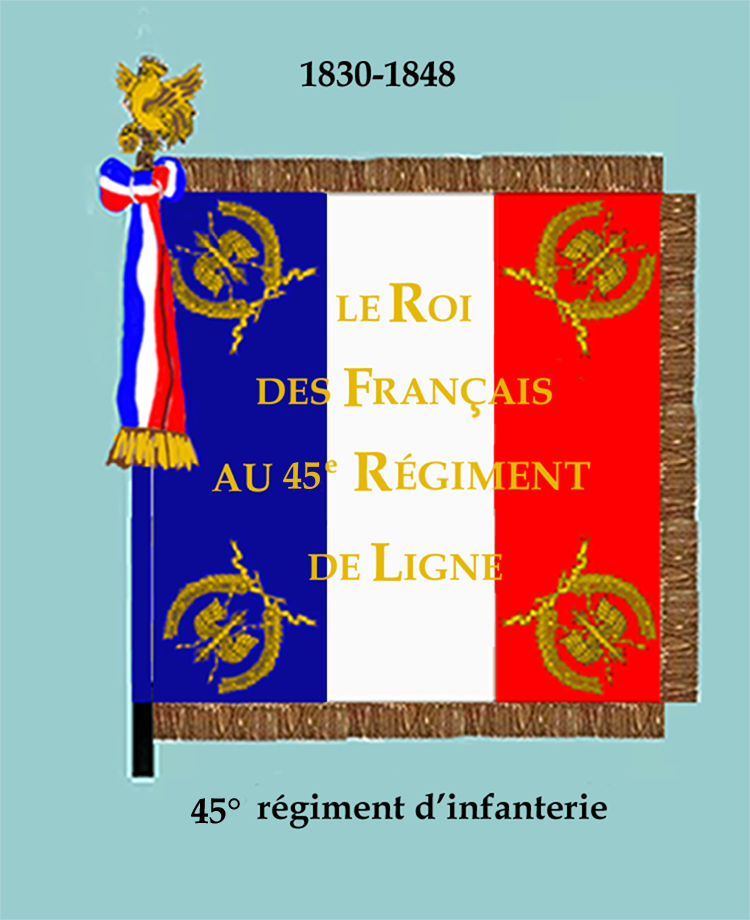
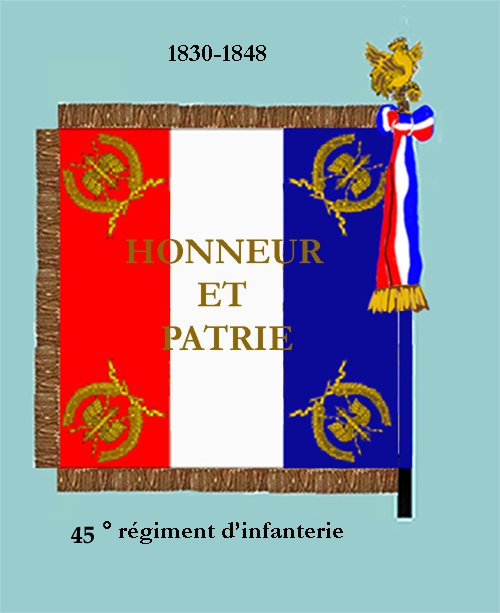
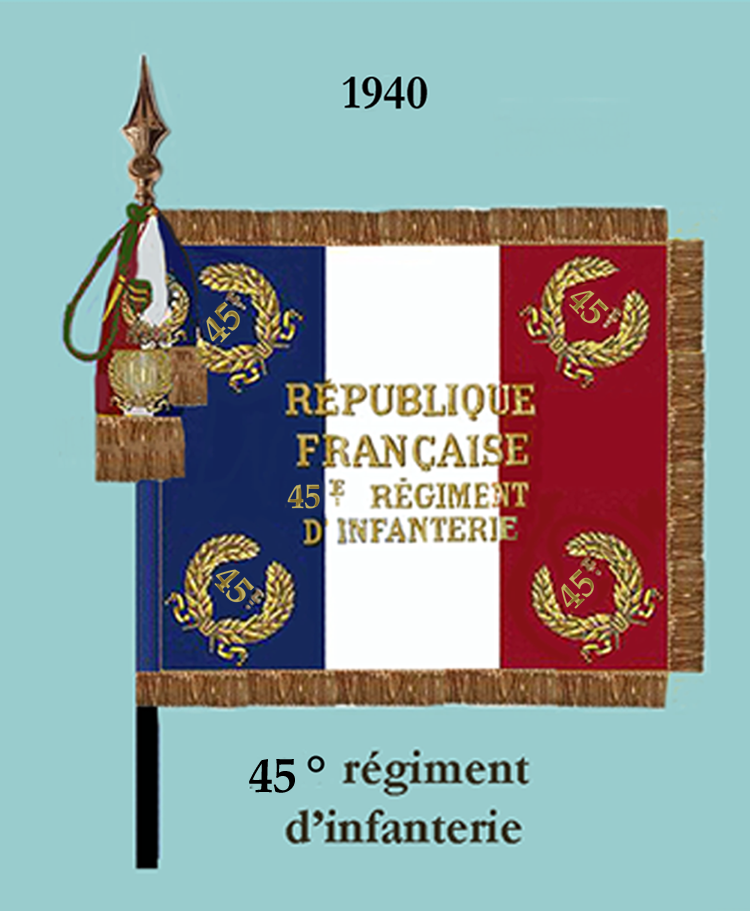
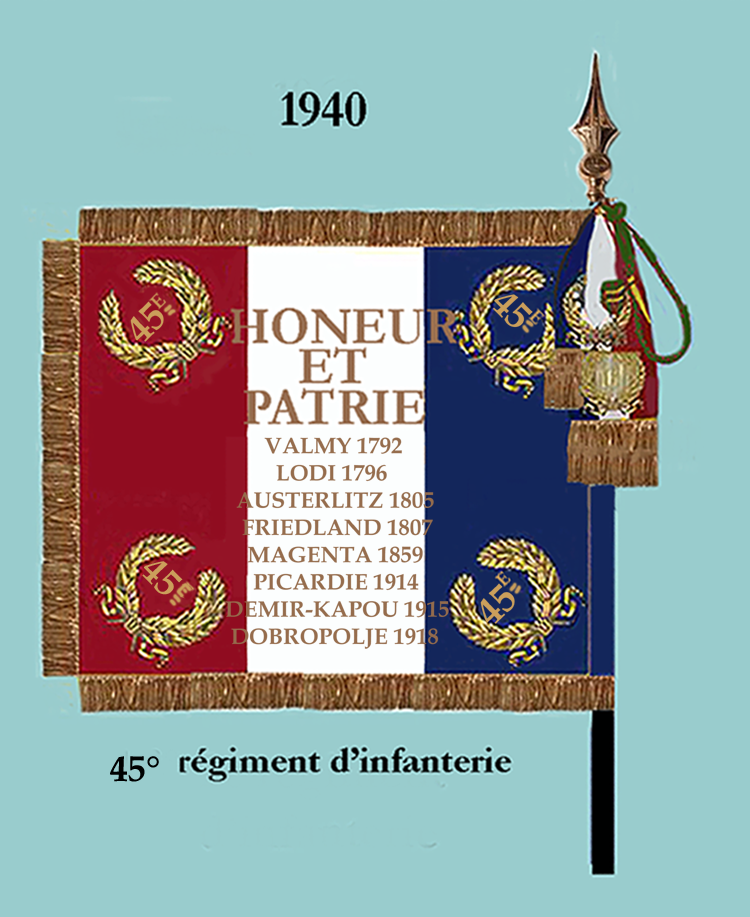

## Ehrungen
Das Fahnenband ist mit dem Croix de guerre 1914–1918 mit zwei Palmenzweigen für zweimalige lobende Erwähnung im Armeebefehl dekoriert.
Die Angehörigen des Regiments haben das Recht, seit dem 23. Mai 1919 die Fourragère in den Farben des Croix de guerre zu tragen.

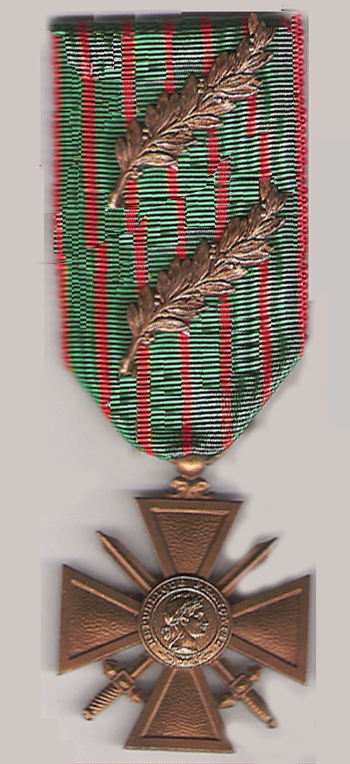
Croix de guerre 1914–1918